# بلو بن
بلو بن (بالإنجليزية: Blue Ben)‏ هو تنين أسطوري من كيلفي في غرب سومرست، إنجلترا. يشار إلى مستحاثة إكتيوصور المتحجرة المعروضة في متحف محلي في بعض الأحيان بأنها تابعة له.

## الأسطورة
القصة موجودة في أكثر من نسخة. عادة، يسكن بلو بن في الكهوف الصخرية على طول ساحل سومرست، ويستحم بانتظام في المياه المجاورة من أجل تبريد نفسه بعد تنفس النار. من أجل تجنب الوقوع في المسطحات الطينية الواسعة بين الماء ومخبأه، بنى جسر الحجر الجيري هناك ليوفر له ممرًا آمنًا.
قرر الشيطان، الذي شاهد بلو بن لبعض الوقت، القبض عليه لاستخدامه كجبل. ركب الشيطان التنين بلا رحمة من خلال نيران الجحيم حتى هرب التنين، على عجل، للعودة إلى أمن مخبأه، ارتكب بلو بن خطأ المرور عبر مسطحات الطين فعلق في الوحل الذي انهكه. تقول نسخة بديلة من القصة أنه عاش في الداخل لكنه ذهب إلى كيلفي ليهدأ.